# Zygmunt Bobrowski (1885–1919)

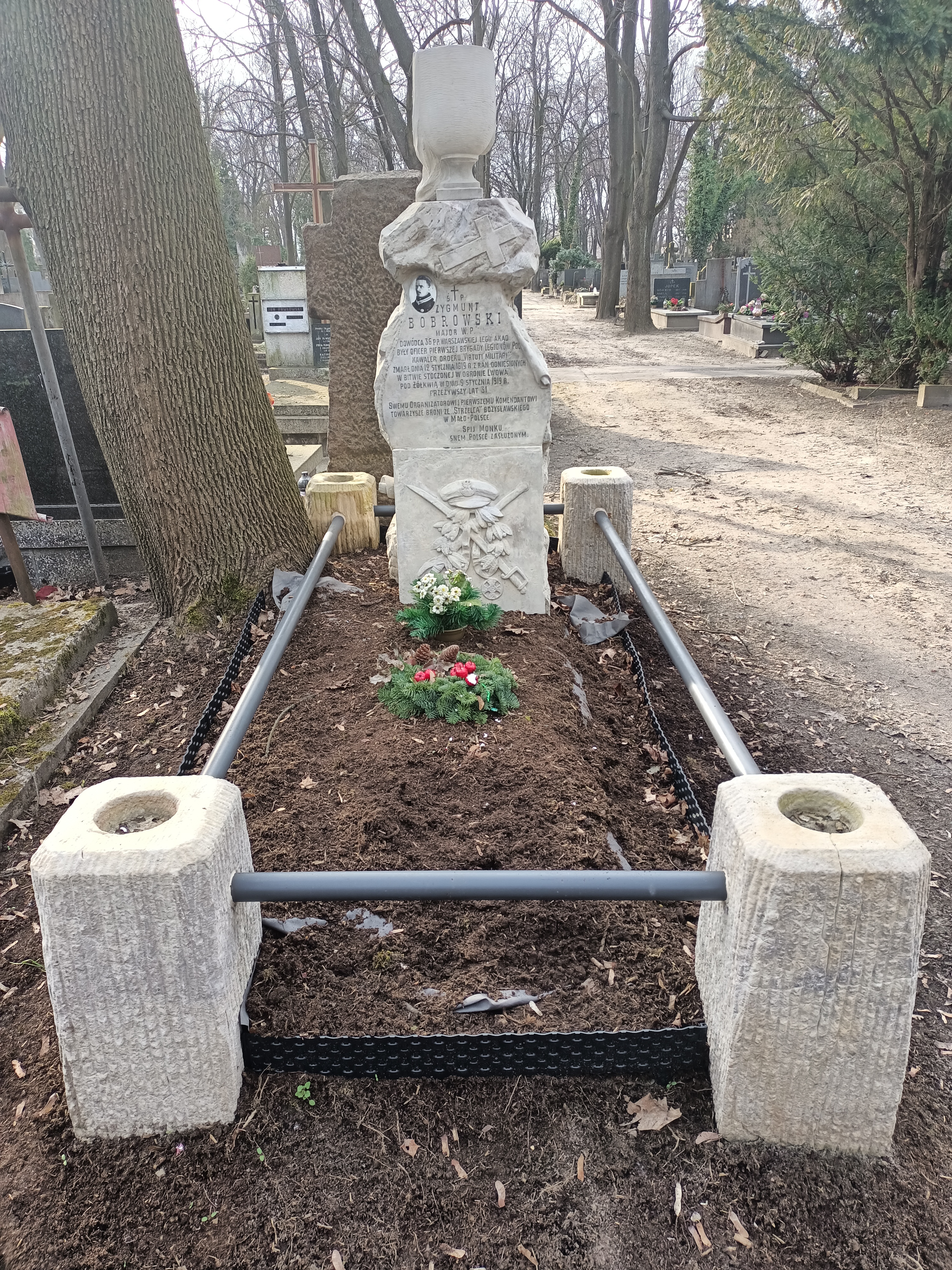
Grób majora Zygmunta Bobrowskiego na cmentarzu Powązkowskim w Warszawie

Zygmunt Wiktor Bobrowski (ur. 15 października 1885 w Warszawie, zm. 12 stycznia 1919 w Żółkwi) – major piechoty Wojska Polskiego, kawaler Orderu Virtuti Militari.

## Życiorys
Jako uczeń Szkoły Mechaniczno-Technicznej Wawelberga i Rotwanda w Warszawie brał udział w konspiracyjnych pracach niepodległościowych. W 1903 roku został aresztowany i zesłany na Sybir. W niedługim czasie zbiegł. We Lwowie dokończył studia techniczne, a następnie osiadł w Borysławiu. W 1907 roku wstąpił do „Strzelca”.
W sierpniu 1914 roku rozpoczął służbę w Legionach Polskich. Był oficerem 1 pułku piechoty Legionów. 29 września 1914 roku awansował do stopnia podporucznika, a 1 listopada 1916 roku na porucznika. W czasie bitwy pod Laskami, dowodząc batalionem, został ranny w głowę. Do służby powrócił w 1916 roku. 6 marca 1917 roku został zwolniony ze stanowiska komendanta Domu Ozdrowieńców w Kamieńsku i skierowany do akcji werbunkowej. Wykonywał obowiązki służbowe w Krajowym Inspektoracie Zaciągu.
Od 26 listopada 1918 roku był organizatorem i dowódcą 36 pułku piechoty Legii Akademickiej w Warszawie. 4 stycznia 1919 roku na czele swojego oddziału wyjechał z Warszawy do Rawy Ruskiej, z odsieczą dla Lwowa. 9 stycznia, w czasie walk pod wsią Macoszyn, został śmiertelnie ranny. 12 stycznia, w Żółkwi, zmarł z odniesionych ran.
29 listopada 1919 roku „w uznaniu nadzwyczajnych zasług dla dobra Ojczyzny położonych i okupionych bohaterską śmiercią na froncie” został pośmiertnie awansowany na podpułkownika. 22 maja 1920 roku został zatwierdzony z dniem 1 kwietnia 1920 roku w stopniu pułkownika, w piechocie, w „grupie byłych Legionów Polskich”.

## Ordery i odznaczenia
- Krzyż Srebrny Orderu Wojskowego Virtuti Militari nr 3178 – pośmiertnie, 10 sierpnia 1922[9]
- Krzyż Niepodległości – pośmiertnie
- Krzyż Walecznych czterokrotnie[10]